# أكيرا أوغاتا (مخرج)
أكيرا أوغاتا (باليابانية: 緒方明؛ بالكانا: おがた あきら) هو رائد ومخرج ياباني، ولد في 1959 في ساغا في اليابان.

## وصلات خارجية
- أكيرا أوغاتا على موقع IMDb (الإنجليزية)
- أكيرا أوغاتا على موقع ألو سيني (الفرنسية)
- أكيرا أوغاتا على موقع أول موفي (الإنجليزية)
- أكيرا أوغاتا على موقع قاعدة بيانات الفيلم (الإنجليزية)
- أكيرا أوغاتا على موقع كينوبويسك (الروسية)